# 依田実
依田 実（戸籍:實、よだ みのる、1930年（昭和5年）7月25日 - 2010年（平成22年）11月29日）は、昭和期のプロデューサー、政治家。新自由クラブ衆議院議員（2期）。

## 来歴
東京都出身。1953年（昭和28年）東京大学文学部を卒業。NHKに入り、「こんにちは奥さん」「生活の知恵」などのチーフプロデューサー、政治経済番組部副部長、解説委員室副主幹などを経て、中曽根康弘の秘書を務めた。
1976年（昭和51年）第34回衆議院議員総選挙に東京都第9区から新自由クラブ公認で立候補して当選した。1979年（昭和54年）の第35回衆議院議員総選挙では次点で落選。1980年（昭和55年）の第36回衆議院議員総選挙で再び当選。1983年（昭和58年）の第37回衆議院議員総選挙では次点で落選し、政界を引退した。党内では企画広報委員長、全国組織委員長を務めた。
その後、東京都文化振興会（現東京都歴史文化財団）常務理事を務めた。2010年（平成22年）死去。

## 栄典
- 2000年 - 勲三等旭日中綬章受章[8]。

## 著作
- 家城啓一郎、岸本勝との共著『中華人民共和国 (NHK海外シリーズ)』日本放送出版協会、1965年。